# Gilia capitata
Gilia capitata là một loài thực vật có hoa trong họ Polemoniaceae. Loài này được Sims mô tả khoa học đầu tiên năm 1826.

## Hình ảnh

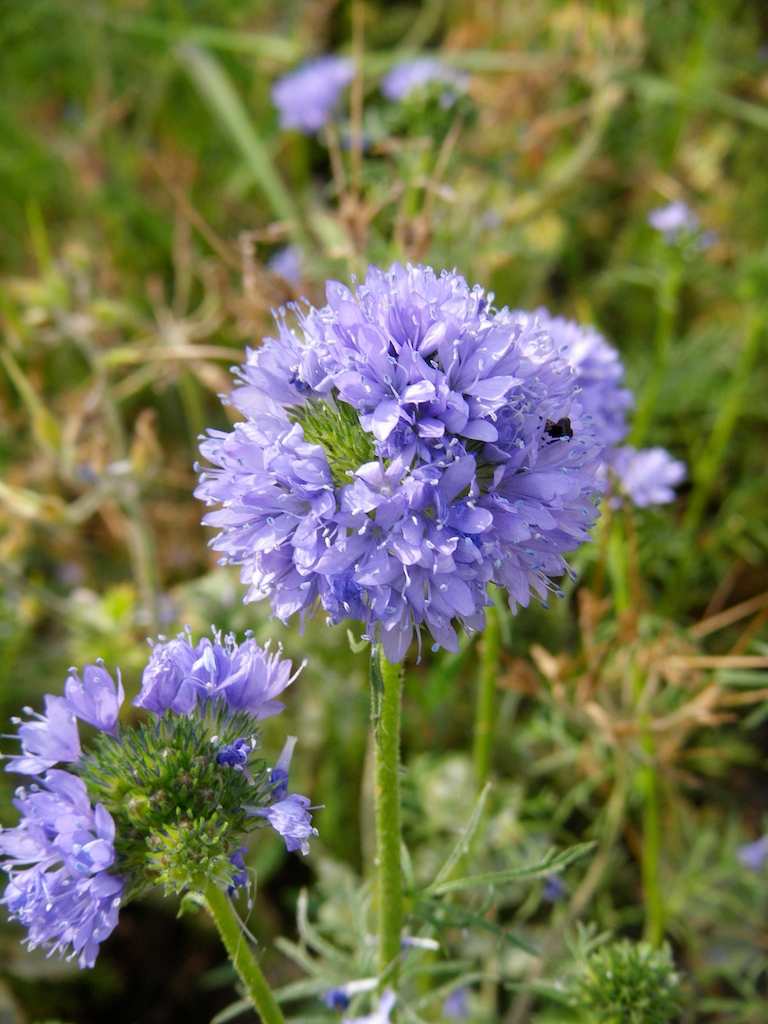
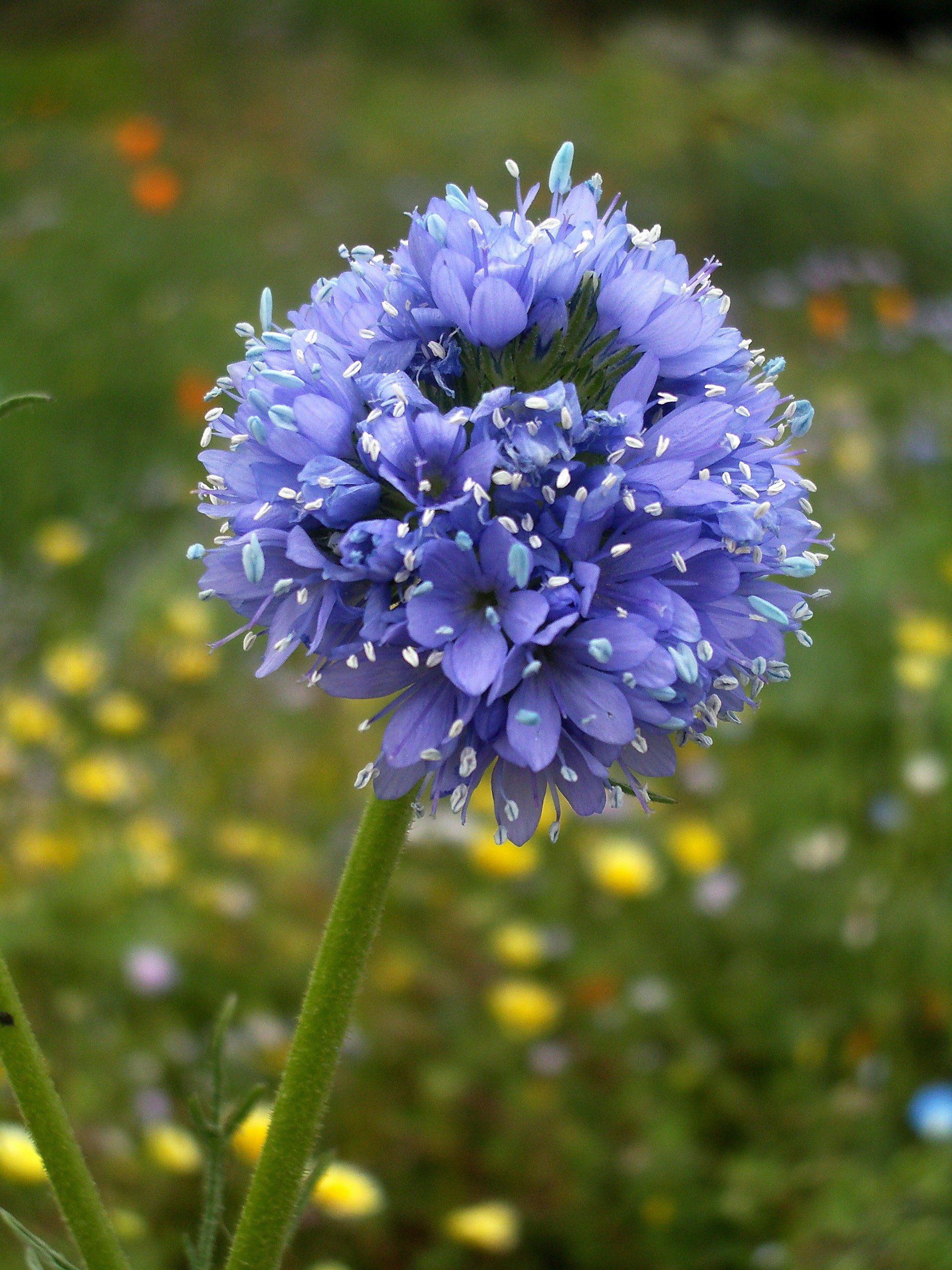
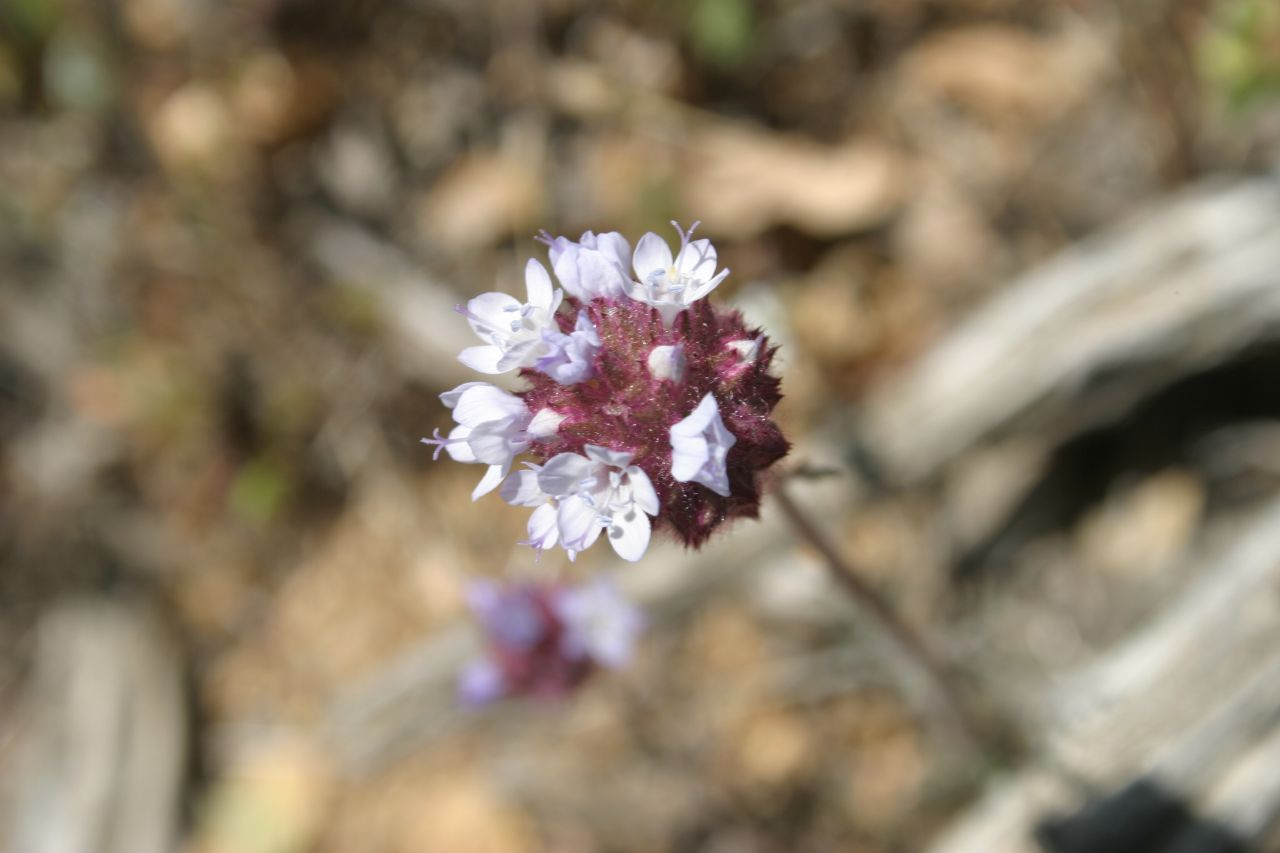
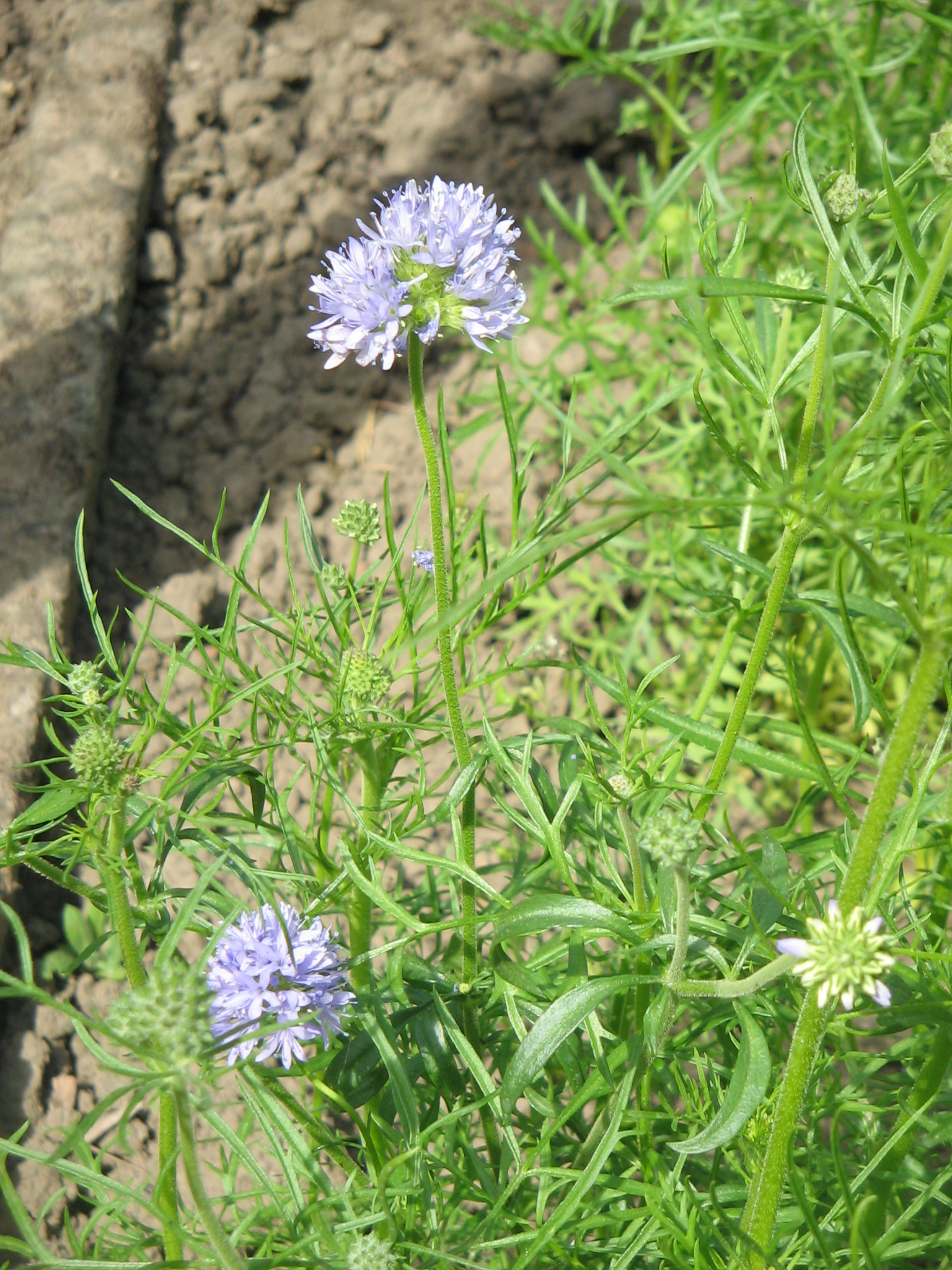